# Ассеманиево Евангелие
Ассеманиево Евангелие или Ватиканское Евангелие (лат. Codex Assemanius) — глаголическая старославянская рукопись на 158 пергаменных листах, датируемая XI (иногда X) веком. Содержит так называемое евангелие-апракос, то есть евангельские чтения на субботу и воскресенье в календарном порядке и с заметками о христианских праздниках. Является самой первой попавшей в поле зрения исследователей рукописью, написанной глаголицей древнего типа; названа в честь обнаружившего её в 1736 году в Иерусалиме директора Ватиканской (Папской) библиотеки, востоковеда патера Иосифа Ассемани; ныне хранится в упомянутой библиотеке под шифром Slav. 3.

## Палеографические особенности
Ассеманиево Евангелие — типичный памятник круглой глаголицы, начертания его букв близки по стилю к почеркам Зографского евангелия, Рильских листов, Клоцова сборника.
Рукопись украшена многочисленными цветными заставками и инициалами. 
В создании рукописи участвовали два писца. Весь текст написан одинаковым почерком, но на листах 29об. — 30 есть небольшая вставка другим почерком — более угловатым, выполненным в одноеровой орфографии (писец использует только ь). По-видимому, второй писец проводил подновление стёршегося старого текста.
Ассеманиево евангелие отличается наиболее активным среди глаголических старославянских рукописей использованием буквенных лигатур: по данным Х. Ланта, их в рукописи насчитывается 65. Наряду с этим часто используются и другие способы сокращённой записи — титловые написания и выносные буквы. В рукописи последовательно под титлом пишутся nomena sacra; ряд частотных морфем может сокращаться обоими способами.
В Ассеманиевом Евангелии один раз используется редкая в старославянской письменности буква Ⱒ (хлъмъ), передающая звук /х/. Кроме Ассеманиева Евангелия, эта буква встречается только в Синайской Псалтыри.

## Языковые особенности
В памятнике отражены языковые особенности, относящиеся к разным периодам старославянского языка. В тексте, переписанном одним почерком, выделяются две части, переписанные с разных протографов: лл. 1—116об. и от л. 117 до конца. Эти части заметно противопоставлены друг другу на уровне орфографии; в частности, во второй части чаще встречается сравнительно более поздняя в глаголической письменности буква для обозначения нейотированного носового гласного /e/ (). Во второй части резко снижается процент использования диграфа  в пользу более нового способа записи соответствующего звука с помощью монографа .
По-разному в двух частях Ассеманиева Евангелия используются буквы ъ () и ь (), передававшие редуцированные гласные звуки. В первой части рукописи чаще происходит смешение двух букв, отражающее утрату в старославянском языке соответствующих гласных в слабой позиции.

## Приписки
В Ассеманиевом евангелии содержится несколько десятков приписок, сделанных на полях кириллицей, некоторые из них обведены рамкой. В отличие от основного текста письмо приписок не отличается каллиграфичностью. Писавший был носителем македонского диалекта древнеболгарского языка, о чём свидетельствует замена букв ъ и ь на о и е в некоторых формах: золъ вм. зълъ, сѣченъ вм. сѣчьнъ. Одна из приписок (на листе 125об.) сделана по-гречески славянскими буквами: по-видимому писавший был из местности со смешанным славяно-греческим населением.
Среди разных по тематике кириллических приписок наибольший интерес представляют записи астрологического или календарного характера. В этих приписках говорится о том, что определённые два дня каждого месяца — "злые", т.е. дурные, неблагоприятные для человека. Отношение христианства к этому поверью, наиболее ранние свидетельства о котором известны из латинских источников IV в., a за ним и к спискам добрых и дурных дней как выражению этих верований, было негативным: постановления соборов относят это верование и заключающие его письменные памятники в число неодобряемых и иногда прямо запрещаемых, т. е. апокрифических. Однако несмотря на это, письменная фиксация подобных верований продолжается. Кроме Ассеманиева евангелия, из древнейших славянских рукописей похожее свидетельство сохранилось в Изборнике Святослава 1073 года.
Наличие записей подобного содержания в рукописи, содержащей евангельский текст, может объясняться невысоким в культурном отношении уровнем той среды, где вращалось Ассеманиево Евангелие, не ощущавшей противоречия между евангельским и суеверным текстом.

## Издания
Первые издания (Фр. Рачки в Загребе глаголицей, 1865 и И. Чрнчич латиницей в Риме, 1878) признаются ненадёжными в научном отношении. Первое факсимильное издание памятника было подготовлено Й. Вайсом и Й. Курцем ; в 1955 году Й. Курц как второй том этого издания выпустил текст в кириллической транслитерации с предисловием, текстологическими примечаниями и указателем чтений. Второе факсимильное издание было подготовлено В. Ивановой-Мавродиновой и А. Джуровой. 